# My War
My War (рус. Моя война) — второй студийный альбом американской панк-рок группы Black Flag. Первый из трёх альбомов, выпущенных группой в 1984 году на SST Records. Альбом вызвал много споров среди фанатов из-за своей второй половины, стороны «Б», на которой представлены хеви-метал композиции в замедленном темпе с тяжеловесными гитарными риффами, несмотря на репутацию группы, заработанную как лидеры быстрого хардкор-панка в своём первом альбоме Damaged. My War считается одним из первых пост-хардкорных альбомов.
После периода юридических проблем, которые запрещали группе использовать своё собственное имя на записях, Black Flag вернулись в студию с новым подходом к своей музыке, который включал в себя более разнообразные стили, что привело к звуку, который ортодоксальные панки с трудом принимали. Состав группы сократился с пяти человек до трех: вокалист Генри Роллинз, барабанщик Билл Стивенсон и гитарист Грег Гинн. Гинн также исполнял роль бас—гитариста под именем «Дейл Никсон» для записи, поскольку оригинальный басист Чак Дуковски покинул группу незадолго до записи; альбом включает в себя два трека, написанных Дуковски.
Сторона «А» пластинки состоит из шести в целом динамичных хардкорных треков с необычными для панк-музыки гитарными соло. На стороне «Б» — три трека в стиле хеви-метал, каждый из которых длится по шесть минут с медленным темпом и мрачной, безжалостной лирикой на тему ненависти к себе. Участники группы отрастили длинные волосы, когда они гастролировали с альбомом в 1984 году, что ещё больше оттолкнуло их хардкорных фанатов-скинхедов. Несмотря на неоднозначный приём во время выхода альбома, My War сейчас считается одним из знаковых релизов Black Flag и оказал большое влияние на развитие сладж-метала, гранжа и мат-рока.

## Предыстория и запись
В 1978 году гитарист и сооснователь Black Flag Грег Гинн преобразовал свой радиолюбительский бизнес Solid State Transmitters в SST Records, чтобы выпустить первый мини-альбом группы Nervous Breakdown. Вскоре SST стали выпускать записи и других групп, начиная с альбома Minutemen Paranoid Time в 1980 году.
Black Flag записали свой первый альбом Damaged в 1981 году в студии Unicorn и договорились о сделке с лейблом звукозаписи Unicorn Records, который распространялся вместе с MCA Records. Президент лейбла MCA Эл Бергамо остановил выпуск после прослушивания записи, назвав её «anti-parent» (с англ. — «антиродительской»), хотя сотрудник SST Джо Кардуччи утверждает, что это было предлогом для MCA разорвать отношения с финансово проблемным Unicorn. Группа получила и распространила уже отпечатанные 20000 копий альбома Damaged и украсила их этикеткой с цитатой Бергамо «anti-parent». Юридические проблемы возникли, когда SST потребовала невыплаченные гонорары от Unicorn, и Unicorn успешно подала встречный иск, в результате чего Гинн и басист Чак Дуковски провели пять дней в тюрьме и получили судебный запрет, запрещающий группе выпускать материал под своим собственным именем. Двойной релиз Everything Went Black — сборник более раннего, неизданного материала — вышел на SST в 1982 году без названия группы на обложке. Банкротство Unicorn в 1983 году освободило группу от судебного запрета.
После выпуска Damaged Black Flag впитали в себя более широкий спектр влияний от более экспериментального хардкора таких исполнителей, как Flipper, Void и Fang. Музыкальный журналист Эндрю Эрлз считает, что на группу повлияла крошечная, но растущая дум-метал-сцена во главе с Saint Vitus (которые также выпускались на SST), в то время как музыкальный журналист Стив Чик пишет, что участники группы слушали Black Sabbath, Deep Purple и Uriah Heep, когда они были молодыми. В интервью в 1983 году с Марком Армом группа заявила о своём восхищении хеви-метал группой Dio; когда у них спросили: «Дио? Что это такое?» Гинн ответил: «Это по-итальянски означает „Бог“». Гинн ревностно охранял новый материал, опасаясь, что другие группы извлекут выгоду из нового подхода.
Группа много гастролировала по Северной Америке и Европе, часто встречаясь с враждебными, жестокими толпами хардкор-панков. Дисциплинированная группа репетировала одержимо, но между участниками было мало дружбы: вокалист Генри Роллинз был замкнутым, а Гинн холодным и требовательным. Дуковски чувствовал, что вокальный подход Роллинза лучше, чем у трёх предыдущих вокалистов группы, он подходил для нового материала, который он писал, например «I Love You» и «My War». Дуковски, который также писал стихи и художественную литературу, поощрял Роллинза писать в схожем стиле, и Роллинз нашёл вдохновение в мрачном лирическом стиле Дуковски.
Группа записала набор из десяти демо-треков в студии Total Access в 1982 году для запланированного продолжения альбома Damaged. На место предыдущего барабанщика Робо пришёл бывший ударник канадской группы D.O.A. Чак Бискуиц. Остальная часть состава состояла из Гинна и бывшего вокалиста Деза Кадены на гитарах, Роллинза на вокале и Дуковски на басу. Группа исследовала новое звучание на этих треках, которые, как правило, включали рифф в стиле хеви-метал и шумное, энергичное гитарное соло от Гинна. Альбом так и не был выпущен, как и демо-версии с большим количеством бутлегов; перезаписи нескольких треков с сессии должны были появиться на My War и других более поздних альбомах. Состав продержался недолго — разочарованный юридическими проблемами группы, Бискуиц покинул группу в декабре 1982 года, его заменил Билл Стивенсон, а в 1983 году Кадена ушёл, чтобы сформировать группу DC3. Гинн был разочарован чувством ритма Дуковски, и в Германии во время европейского турне в 1983 году поставил Дуковски ультиматум уйти, или Гинн уйдёт сам. Дуковски покинул группу, но остался работать в SST.
С закрытием Unicorn в 1983 году Black Flag смогли выпустить материал, который они писали с 1981 года. Стремясь вернуться в студию, но всё ещё без басиста, Гинн взял на себя обязанности бас-гитариста под псевдонимом «Дейл Никсон» и практиковал новый материал со Стивенсоном до восьми часов в день, обучая барабанщика замедляться и позволять ритму «сочиться» в темпе, к которому Стивенсон не привык; группа назвала этот подход «социалистическим грувом», так как все удары были равномерно распределены. Со Спотом в качестве продюсера и долгом в 200 000 долларов, Гинн, Роллинз, и Стивенсон направился в студию, чтобы записать My War.

## Музыка
Обе стороны на оригинальной пластинке разделяют треки на стилистические половины. В первой половине представлены пять треков в том же стиле, что и в их предыдущем альбоме Damaged, и завершается шумным фрик-аутом «The Swinging Man». Дуковски написал вступительный заглавный трек. Далее следует «Can’t Decide» Гинна, мрачная ода разочарованию: «I conceal my feelings / So I don’t have to explain / What I can’t explain anyway» (с англ. — «Я скрываю свои чувства / Поэтому мне не нужно объяснять / То, что я всё равно не могу объяснить»). «Beat My Head Against the Wall» — это критика соответствия и опыта группы с крупным лейблом: «Swimming in the mainstream / Is such a lame, lame dream» (с англ. — «Плавать в мейнстриме / Это такая отстойная, отстойная мечта»). Песня Дуковского «I Love You» пародирует поп-баллады с текстами о насилии и деградации в отношениях, пошедших не так. Гинн и Роллинз разделяют заслуги в метал-песне «Forever Time» и нойзовой «The Swinging Man».
Вторая половина состоит из трёх треков, каждый из которых длится более шести минут. Все они описываются как раннее перекрёстное опыление между панком и металом, тягучий сладж-метал в стиле Black Sabbath или прото-нойз-рок, в зависимости от того, как его рассматривать. В «Three Nights» Роллинз сравнивает себя с фекалиями, прилипшими к его ботинку: «And I’ve been grinding that stink into the dirt / For a long time now» (с англ. — «И я уже давно втоптал эту вонь в грязь»). На фоне медленного, тяжёлого, начинающегося и заканчивающегося басового риффа и постоянного стука барабана, Роллинз завершает песню «Scream» рёвом после того, как произнесёт строки, написанные Гинном: «I may be a big baby / But I’ll scream in your ear / 'Til I find out / Just what it is I am doing here» (с англ. — «Может, я и большой ребенок / Но я буду кричать тебе в ухо / Пока не узнаю / Что я здесь делаю»).

## Отзывы и наследие
| Оценки критиков               | Оценки критиков |
| Источник                      | Оценка          |
| ----------------------------- | --------------- |
| AllMusic                      | [ 29 ]          |
| The Boston Phoenix            | [ 30 ]          |
| Robert Christgau              | (B−)            |
| Encyclopedia of Popular Music | [ 32 ]          |
| The Great Rock Discography    | 6/10            |
| MusicHound Rock               | 1,5/5           |
| Punknews.org                  | [ 35 ]          |
| Record Mirror                 | [ 36 ]          |
| The Rolling Stone Album Guide | [ 37 ]          |
| Spin Alternative Record Guide | 3/10            |

My War был первым из четырёх релизов Black Flag в 1984 году, когда на SST также были выпущены студийные альбомы Family Man и Slip It In, а также концертный альбом Live ’84. Он считается одним из первых альбомов в жанре пост-хардкор наряду с Zen Arcade от Hüsker Dü и Double Nickels on the Dime от Minutemen, выпущенных в том же году.

По словам рок-журналиста Дойла Грина:
Пионеров хардкора первой волны, Black Flag, можно также считать одной из первых пост-хардкорных групп, благодаря использованию более медленных темпов, нечётных размеров (3/8, 5/4, 7/4), резкого темпа и структурных изменений, диссонансных риффов, граничащих с 12-тональной музыкой… и вместе с ними атональные соло гитариста Грега Гинна в свободной форме.
Black Flag гастролировали с материалом My War с марта 1984 года с Nig-Heist и Meat Puppets на разогреве. Прошёл год с последних концертов группы, и Роллинз, Гинн и Стивенсон отрастили волосы; панки ассоциировали длинные волосы с хиппи, которых они презирали, и находили это несовместимым с принятым имиджем Роллинза как хардкорного скинхеда. My War поляризовал поклонников Black Flag; альбом оттолкнул тех, кто хотел, чтобы группа оставалась верной своим простым хардкорным корням, и тех, кто не принимал длину песен, тяжеловесность риффов и соло-элементы, которым, как многие считали, не место в панке. Тим Йо осудил альбом в Maximumrocknroll, сказав, что «это звучит так, будто Black Flag имитируют Iron Maiden, имитирующих Black Flag в свой неудачный день», и назвал сторону «Б» «чистой пыткой». Ховард Хэмптон из Boston Phoenix назвал My War «невыносимо скучным… вместе с стандартными хеви-металлическими махинациями».
Критику также вызвало приглушённое звучание альбома; Стиви Чик пренебрежительно отозвался об отсутствии характера в игре Гинна на басу в «My War» по сравнению с демо 1982 года той же песни с Дуковски на басу. Майкл Азеррад похвалил силу материала в альбоме, осудив при этом «разочаровывающее отсутствие чувства единения группы», поскольку альбом был записан неполным составом. Критик Клэй Джарвис похвалил альбом, подчеркнув взятый на себя риск и его влияние, назвав его «скорее испытанием, чем альбомом», и сказав, что «независимая музыка становятся сильнее, благодаря тому, что её формируют такие группы, как Black Flag». Джон Дуган из AllMusic назвал сторону «А» альбома «неплохой», но описал сторону «Б» как «потворство своим слабостям, маскирующееся под вдохновением, и примерно такое же весёлое, как попытки выбраться из смоляной ямы». Роберт Кристгау назвал сторону «Б» «мусором».
Альбом оказал большое влияние на звучание таких групп, как Melvins, Mudhoney и Nirvana. Марк Арм из Mudhoney рассказал, что был тронут до слёз на концерте Black Flag в 1983 году, когда он впервые услышал «Nothing Left Inside», и благодаря этому открыл для себя такие группы, как Black Sabbath. Первым панк-концертом, который посетил фронтмен Nirvana Курт Кобейн, было шоу Black Flag во время тура в поддержку My War, и он включил My War в свой список пятидесяти лучших альбомов.

## Список композиций
Сторона «А»
1. «My War» (Дуковски) — 3:46
2. «Can’t Decide» (Гинн) — 5:22
3. «Beat My Head Against the Wall» (Гинн) — 2:34
4. «I Love You» (Дуковски) — 3:27
5. «Forever Time» (Гинн/Роллинз) — 2:30
6. «The Swinging Man» (Гинн/Роллинз) — 3:04

Сторона «Б»
1. «Nothing Left Inside» (Гинн/Роллинз) — 6:44
2. «Three Nights» (Гинн/Роллинз) — 6:03
3. «Scream» (Гинн) — 6:52[47]

## Участники записи
- Генри Роллинз — вокал
- Грег Гинн — гитара, бас-гитара (под псевдонимом «Дейл Никсон»), продюсер
- Билл Стивенсон — ударные, продюсер
- Спот — микширование, продюсер
- Раймонд Петтибон — дизайн

## Примечание
1. ↑  Groundbreakers: Black Flag – My War (англ.) (19 августа 2016). Дата обращения: 17 апреля 2022. Архивировано 12 мая 2021 года.
2. ↑  David Browne, Suzy Exposito, Sarah Grant, Andy Greene, Kory Grow, Joseph Hudak, Joseph Hudak, Angie Martoccio, Jason Newman, Hank Shteamer, Brittany Spanos, Simon Vozick-Levinson. Nirvana, Pearl Jam, Soundgarden: 50 Greatest Grunge Albums (англ.). Rolling Stone. Rolling Stone, LLC. (1 апреля 2019). Дата обращения: 3 мая 2024. Архивировано 23 апреля 2024 года.
3. 1 2  Chick, 2011, p. 289.
4. 1 2 3  Greene, 2014, pp. 43–44.
5. ↑  Waksman, 2009, pp. 222–223.
6. ↑  Chick, 2011, pp. 244–246.
7. ↑  Azerrad, 2001, pp. 39–40.
8. ↑  Chick, 2011, pp. 263–264.
9. 1 2 3 4 5 6 7  Earles, 2014, p. 41.
10. ↑  Chick, 2011, p. 13.
11. ↑  Cameron, 2014, p. 39.
12. ↑  Earles, 2014, p. 43.
13. ↑  Earles, 2014, p. 42.
14. ↑  Azerrad, 2001, pp. 41–42.
15. ↑  Chick, 2011, p. 267.
16. ↑  Parker, 2000, p. 122.
17. 1 2 3  Chick, 2011, pp. 266–267.
18. ↑  Chick, 2011, p. vi.
19. ↑  Parker, 2000, p. 106.
20. ↑  Chick, 2011, p. 284.
21. 1 2  Chick, 2011, p. 335.
22. ↑  Azerrad, 2001, pp. 46–47.
23. 1 2  Parker, 2000, p. 113.
24. 1 2 3  Azerrad, 2001, p. 47.
25. ↑  Parker, 2000, p. 124.
26. 1 2  Chick, 2011, p. 288.
27. 1 2  Azerrad, 2001, pp. 47–48.
28. ↑  Carter, David; Rogers, Ian (2020). Black Flag's My War Side Two: Cultural and Aesthetic Legacies in Studio Recording. Popular Music and Society: 1–13. doi:10.1080/03007766.2020.1807890.
29. 1 2  John Dougan. AllMusic Review: Black Flag – My War (англ.). AllMusic. Netaktion LLC. Дата обращения: 15 января 2024. Архивировано 16 декабря 2023 года.
30. ↑  Mark Moses. The Boston Phoenix 1984-04-24: Vol 13 Iss 17 (англ.). Internet Archive (24 апреля 1984). Дата обращения: 8 апреля 2022.
31. 1 2  Christgau, 1990.
32. ↑  Colin Larkin. The Encyclopedia of Popular Music (англ.). — 3. — New York: Muze UK Ltd., 1998. — Vol. 1. — P. 555—556. — 832 p. — ISBN 1-56159-237-4.
33. ↑  Martin C. Strong. Black Flag // The Great Rock Discography (англ.). — 5th edition. — Edinburgh: Mojo Books, 2000. — P. 86. — 1110 p. — ISBN 1-84195-017-3.
34. ↑  Christina Fuoco. Black Flag / Greg Ginn // MusicHound Rock: The Essential Album Guide (англ.) / Gary Graff; Daniel Durchholz. — 2. — Farmington Hills, MI: Visible Ink Press, 1999. — P. 112—113. — 1497 p. — ISBN 1-57859-061-2.
35. ↑  Sideleau, 2002.
36. ↑  Andy Strike. Albums: Black Flag – My War (SST) (англ.) // Record Mirror : magazine. — London: Spotlight Publications Ltd., 1984. — 7 April. — P. 18. — ISSN 0144-5804. Архивировано 21 декабря 2023 года.
37. ↑  J. D. Considine[англ.]. Black Flag // The New Rolling Stone Album Guide (англ.) / Brackett, Nathan; Hoard, Christian. — 4. — New York: Simon & Schuster, 2004. — P. 77—78. — 930 p. — ISBN 0-7432-0169-8.
38. ↑  Eric Weisbard[англ.]. Black Flag // Spin Alternative Record Guide (англ.) / Eric Weisbard; Craig Marks. — Vintage Books, 1995. — P. 44—45. — 468 p. — ISBN 0-679-75574-8.
39. ↑  Parker, 2000, p. 151.
40. ↑  Parker, 2000, p. 153.
41. ↑  Martin, 2002, p. 91.
42. ↑  Yo, 1984.
43. ↑  Hampton, 1984, p. 8.
44. ↑  Jarvis, 2003.
45. ↑  Cameron, 2014, pp. 38–39.
46. ↑  Cross et al., 2013, p. 32.
47. ↑  http://www.allmusic.com/album/my-war-mw0000189230 Архивная копия от 28 апреля 2013 на Wayback Machine My War — Black Flag:AllMusic